# Paws, Inc.
Paws, Inc., făcând afaceri ca Paws, Incorporated, este un studio de benzi desenate și companie de producție fondat de caricaturistul american Jim Davis în 1981 pentru a sprijini benzile desenate Garfield și licențele sale. Compania a fost situată inițial în statul natal al lui Davis, Indiana. Clădirea ei a fost relocată în Muncie în 1989, relocată de la propria fermă a lui Davis pe când era copil.
În 1994, compania a achiziționat toate drepturile asupra benzilor desenate Garfield din 1978 până în 1993 de la United Feature Syndicate, deși benzile originale zilnice alb-negru și benzile de culoare originale de duminică rămân deținute de United Feature Syndicate. Benzile zilnice complet colorate și benzile de duminică amintite sunt protejate de dreptul de autor la Paws, deoarece sunt considerate un produs diferit. Banda desenată este distribuită în prezent de Andrews McMeel Syndication (fostul Universal Press Syndicate și Universal Uclick), în timp ce drepturile pentru banda desenată rămân la Paws, Inc. Până în 2015, compania a angajat aproape 50 de artiști și administratori.
În august 2019, Viacom (cunoscut acum ca Paramount Global) a achiziționat Paws, Inc., inclusiv comercializarea globală și licențele existente, punându-l sub Nickelodeon. Acordul nu a inclus drepturile asupra filmelor live-action cu Garfield, care sunt acum deținute de The Walt Disney Company prin marca sa 20th Century Studios și a filmului de animație viitor Garfield care va fi distribuit de Sony Pictures sub marca sa Columbia Pictures. Deși Paws, Inc. se află efectiv în Manhattan, Jim Davis va continua să deseneze benzile desenate în Indiana pentru Andrews McMeel Syndication.

## Filmografie

### Seriale
| Titlu                                       | An        | Coproducție cu                                                                                     | Canal                                                                                 |
| ------------------------------------------- | --------- | -------------------------------------------------------------------------------------------------- | ------------------------------------------------------------------------------------- |
| Garfield și prietenii                       | 1988–1994 | United Media Productions (sezoanele 1–6) Lee Mendelson Film Productions (sezoanele 2–7) Film Roman | CBS                                                                                   |
| The Garfield Show                           | 2008–2016 | Dargaud Media                                                                                      | France 3 (Franța) Cartoon Network (SUA, sezoanele 1–3) Boomerang (SUA, sezoanele 4–5) |
| Garfield Originals                          | 2019–2020 | Dargaud Media                                                                                      | France 3                                                                              |
| Serial de televiziune fără nume cu Garfield | VFA       | Nickelodeon Animation Studio                                                                       | Nickelodeon                                                                           |

### Speciale
| Titlu                          | An   | Coproducție cu                                                                    | Canal |
| ------------------------------ | ---- | --------------------------------------------------------------------------------- | ----- |
| Here Comes Garfield            | 1982 | Bill Melendez Productions Lee Mendelson Film Productions United Media Productions | CBS   |
| Garfield on the Town           | 1983 | Bill Melendez Productions Lee Mendelson Film Productions United Media Productions | CBS   |
| Garfield in the Rough          | 1984 | United Media Productions Film Roman                                               | CBS   |
| Garfield's Halloween Adventure | 1985 | United Media Productions Film Roman                                               | CBS   |
| Garfield in Paradise           | 1986 | United Media Productions Film Roman                                               | CBS   |
| Garfield Goes Hollywood        | 1987 | United Media Productions Film Roman                                               | CBS   |
| A Garfield Christmas           | 1987 | United Media Productions Film Roman                                               | CBS   |
| Happy Birthday, Garfield       | 1988 | United Media Productions Film Roman                                               | CBS   |
| Garfield: His 9 Lives          | 1988 | United Media Productions Film Roman                                               | CBS   |
| Garfield's Babes and Bullets   | 1989 | United Media Productions Film Roman                                               | CBS   |
| Garfield's Thanksgiving        | 1989 | United Media Productions Film Roman                                               | CBS   |
| Garfield's Feline Fantasies    | 1990 | United Media Productions Film Roman                                               | CBS   |
| Garfield Gets a Life           | 1991 | United Media Productions Film Roman                                               | CBS   |

### Filme

#### Filme teatrale
| Titlu      | An   | Coproducție cu | Distribuit de           |
| ---------- | ---- | --- | ----------------------- |
| Garfield   | 2004 | Davis Entertainment | 20th Century Fox        |
| Garfield 2 | 2006 | Davis Entertainment Dune Entertainment Major Studio Partners Ingenious Film Partners                                                                                       | 20th Century Fox        |
| Garfield   | 2024 | Columbia Pictures Alcon Entertainment Prime Focus DNEG Animation One Cool Group Limited Wayfarer Studios Stage 6 Films John Cohen Productions Andrews McMeel Entertainment | Sony Pictures Releasing |

#### Filme direct-pe-video
| Titlu                                  | An   | Coproducție cu                                    | Distribuit de                       |
| -------------------------------------- | ---- | ------------------------------------------------- | ----------------------------------- |
| Aventurile lui Garfield în lumea reală | 2007 | Davis Entertainment The Animation Picture Company | 20th Century Fox Home Entertainment |
| Amuzamentul lui Garfield               | 2008 | Davis Entertainment The Animation Picture Company | 20th Century Fox Home Entertainment |
| Garfield: Forța Animalelor             | 2009 | Davis Entertainment The Animation Picture Company | 20th Century Fox Home Entertainment |